# یاپ هونگ فی
یاپ هونگ فی (انگلیسی: Yapp Hung Fai؛ زادهٔ ۲۱ مارس ۱۹۹۰) بازیکن فوتبال اهل هنگ کنگ است.
از باشگاه‌هایی که در آن بازی کرده‌است می‌توان به باشگاه ایسترن اسپورتز و باشگاه چین جنوبی اشاره کرد.
وی همچنین در تیم‌های ملی فوتبال زیر ۲۳ سال هنگ کنگ و هنگ کنگ بازی کرده‌است.
وی در مسابقات کشوری و بین‌المللی در مجموع برندهٔ ۱ مدال طلا شده‌است.